# Jean Bart (couraçado de 1911)
O Jean Bart foi o segundo de quatro couraçados da Classe Courbet, os primeiros encouraçados construídos para a Marinha Francesa. Ele foi concluído antes da Primeira Guerra Mundial como parte do programa de construção naval de 1910. O navio passou a guerra no Mediterrâneo e ajudou a afundar o cruzador protegido austro-húngaro Zenta em 16 de agosto de 1914. Foi torpedeado por um submarino austro-húngaro em dezembro e seguiu para Malta para reparos que levaram três meses e meio. O couraçado passou o resto da guerra fornecendo cobertura para a Barragem de Otranto, que bloqueou a Marinha Austro-Húngara no Mar Adriático e às vezes serviu como capitânia.
Após a guerra, ele e seu navio irmão France participaram da ocupação de Constantinopla e foram enviados ao Mar Negro em 1919 para apoiar as tropas aliadas na Intervenção do Sul da Rússia. A tripulação do navio se amotinou brevemente, mas foi facilmente reprimida, com o navio retornando à França no meio do ano. Ele foi parcialmente modernizado duas vezes durante a década de 1920, mas foi considerado em condições precárias demais para ser reformado novamente na década de 1930. Portanto, ele se tornou um navio de treinamento em 1934 e foi então desarmado e transformado em um navio de acomodação em 1935-1936 em Toulon. Os alemães capturaram a embarcação intacta quando ocuparam Toulon em 1942 e a usaram para testar ogivas de carga moldada. Ele foi afundado por bombardeios aliados em 1944 e, após o fim da guerra, foi reflutuado e desmantelado no final de 1945.

## Contexto e descrição

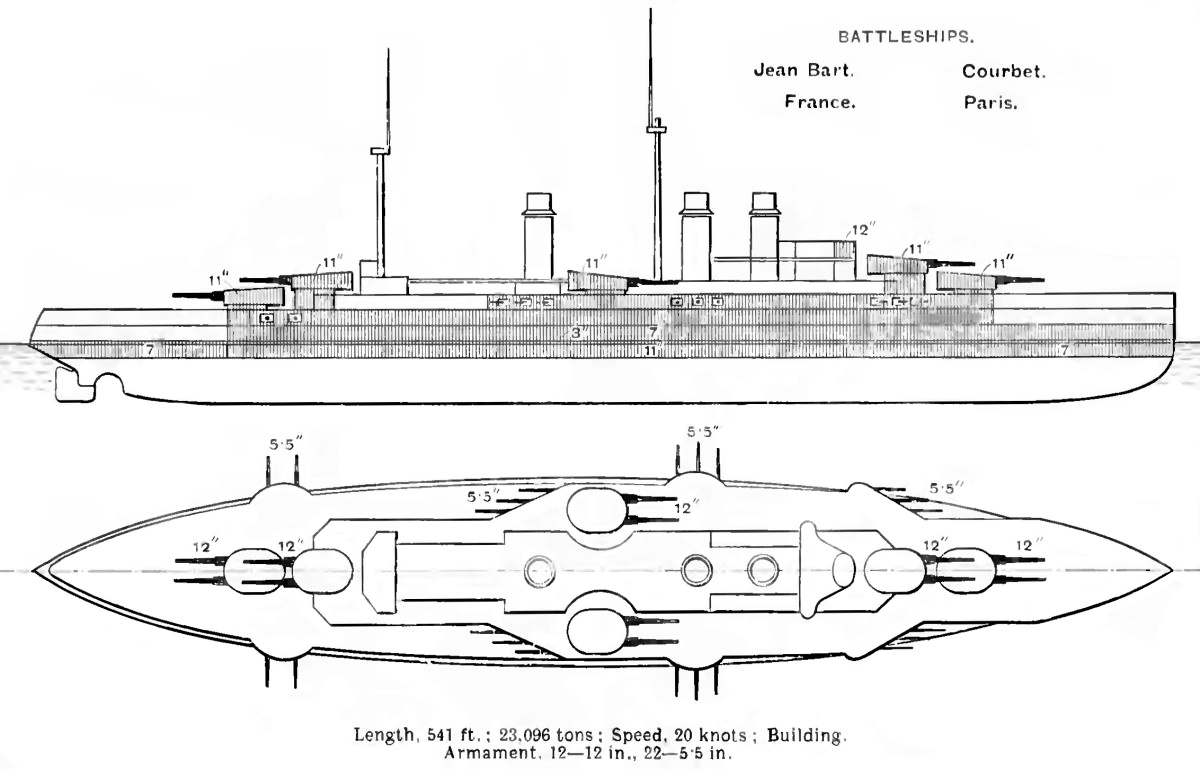
Elevação direita e planta geral conforme descrito em Brassey's Naval Annual 1912

Em 1909, a Marinha Francesa estava convencida da superioridade de couraçados como o HMS Dreadnought sobre os projetos de calibre misto, como a Classe Danton, que precedeu os Courbet. No ano seguinte, o novo Ministro da Marinha, Augustin Boué de Lapeyrère, selecionou um projeto comparável aos dreadnoughts estrangeiros então em construção, a ser construído como parte do Programa Naval de 1906. Os navios tinham 166 metros de comprimento total e uma boca de 27 metros, além de um calado médio de 9,04 metros. Eles deslocavam 23 475 toneladas em carga normal e 25 579 toneladas em carga máxima. Sua tripulação era composta por 1.115 homens como navio particular e aumentava para 1.187 quando servia como capitânia. Os navios eram movidos por dois conjuntos de turbinas a vapor Parsons construídos sob licença, cada um acionando dois eixos de hélice usando vapor fornecido por 24 caldeiras Belleville. Essas caldeiras eram movidas a carvão com pulverizadores de óleo auxiliares e foram projetadas para produzir 20 594 kiloWatts. Os navios tinham uma velocidade projetada de 21 nós (31 quilômetros por hora). Os navios da Classe Courbet transportavam carvão e óleo combustível suficientes para atingir um alcance de 4 200 milhas náuticas (7 800 quilômetros) a uma velocidade de 10 nós (19 quilômetros por hora).
A bateria principal da Classe Courbet consistia em doze canhões de 305 milímetros Modèle 1906–1910 montados em seis torres de canhão duplas, com dois pares de torres de superdisparo à frente e atrás da superestrutura e um par de torres de asa a meio do navio. Seu armamento secundário era de vinte e dois canhões de 138 milímetros Modèle 1910, que eram montados em casamatas no casco. Foram instalados canhões Hotchkiss de 47 milímetros Modèle 1902, dois em cada lado da superestrutura. Eles também estavam armados com quatro tubos de torpedos de 450 milímetros submersos, um par em cada lado, e podiam armazenar 10 minas abaixo do convés. A espessura cinturão dos navios variava de 140 a 250 milímetros e era mais espesso no meio do navio. As torres de tiro eram protegidas por 250 a 360 milímetros de armadura, além de 160 milímetros de proteção nas casamatas. O convés blindado curvo tinha 40 milímetros de espessura na superfície plana e 70 milímetros nas encostas externas. A torre de comando tinha 266 milímettros nas faces e laterais.

## Construção e carreira

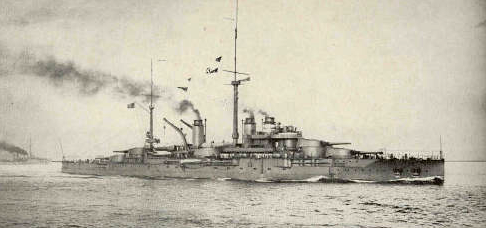
Jean Bart em 1913

O Jean Bart foi encomendado em 11 de agosto de 1910 e recebeu o nome do corsário Jean Bart. Ele foi batido em 15 de novembro de 1910 no Arsenal de Brest e lançado em 22 de setembro de 1911. O navio foi concluído em 2 de setembro de 1913 a um custo de 60 200 000 francos franceses e visitou Dunquerque, o local de nascimento de seu homônimo, em 18 de setembro. Ele foi comissionado na frota em 19 de novembro, junto com seu irmão Courbet. Eles foram designados para a 1ª Divisão de Batalha do 1º Esquadrão de Batalha do 1º Exército Naval, em Toulon, em meados de novembro. O Jean Bart navegou para Brest em 24 de junho de 1914 para se encontrar com seu navio irmão France, que ainda não havia terminado seus testes. Raymond Poincaré, Presidente da República Francesa, embarcou no France em 16 de julho para uma visita de Estado a São Petersburgo, Rússia. Após encontrar os cruzadores de batalha do I Grupo de Reconhecimento Alemão no Mar Báltico en route, os navios chegaram a Kronstadt em 20 de julho. Eles fizeram uma visita ao porto de Estocolmo, Suécia, em 25-26 de julho, mas uma visita planejada a Copenhague, Dinamarca, foi cancelada devido às crescentes tensões entre s Áustria-Hungria e a Sérvia. Os navios chegaram a Dunquerque em 29 de julho.

### Primeira Guerra Mundial
Quando a França declarou guerra à Alemanha em 2 de agosto, as irmãs estavam em Brest e partiram para Toulon naquela noite. Eles foram recebidos em Valência, Espanha, no dia 6 por Courbet e os pré-dreadnoughts Condorcet e Vergniaud porque o Jean Bart estava tendo problemas com a munição dos canhões de 305 milímetros e o France ainda não estava carregado. Os navios encontraram-se com um comboio de tropas no dia seguinte e escoltaram-no até Toulon.
Quando a França declarou guerra à Áustria-Hungria em 12 de agosto, o vice-almirante Augustin Boué de Lapeyrère, agora comandante das forças navais aliadas no Mediterrâneo, decidiu fazer uma incursão no Adriático com a intenção de forçar a frota austro-húngara a lutar. Após se encontrar com uma pequena força britânica no dia 15, ele ordenou que suas forças se separassem dos navios de guerra com destino a Otranto, na Itália, enquanto os cruzadores blindados patrulhavam a costa albanesa. Antes que os dois grupos se afastassem muito, vários navios austro-húngaros foram avistados em 16 de agosto e a frota aliada conseguiu cortar e afundar o cruzador protegido Zenta em Antivari, embora o torpedeiro SMS Ulan conseguiu escapar. No dia seguinte, Boué de Lapeyrère transferiu sua bandeira para o Jean Bart. Em 1 de setembro, o 1º Exército Naval bombardeou brevemente as fortificações costeiras austro-húngaras que defendiam a Baía de Cattaro para disparar os projéteis não disparados que restavam nos canhões após afundar o Zenta. Boué de Lapeyrère transferiu sua bandeira para o Paris, em 11 de setembro. Além de várias incursões sem incidentes no Adriático, os navios capitais franceses passaram a maior parte do tempo navegando entre as costas grega e italiana para impedir que a frota austro-húngara tentasse sair do Adriático.

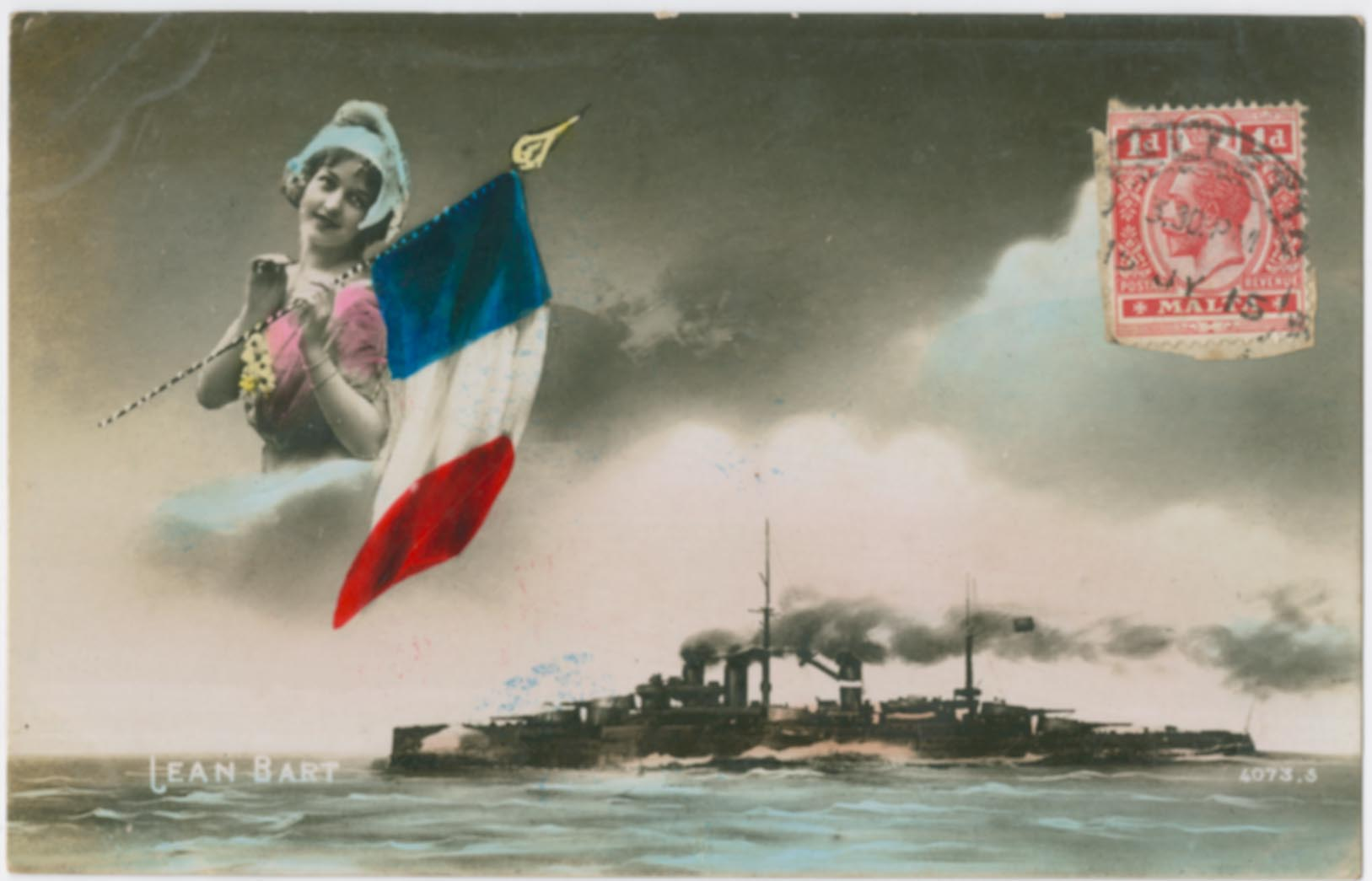
Cartão postal patriótico com o Jean Bart enviado de Malta (1915)

O Jean Bart foi torpedeado em 21 de dezembro pelo submarino austro-húngaro U-12 na Ilha Sazan. Um único torpedo atingiu a adega na proa, abrindo um buraco no compartimento. O navio recebeu 400 toneladas de água, mas conseguiu chegar à ilha grega de Cefalônia, onde reparos temporários foram feitos. Ele conseguiu navegar até Malta por conta própria para reparos permanentes que duraram de 26 de dezembro a 3 de abril de 1915. Este ataque destacou o perigo de submarinos nas águas restritas do Estreito e forçou os couraçados a patrulhar o Mar Jônico em direção ao sul. A declaração de guerra à Áustria-Hungria pela Itália em 23 de maio e a decisão italiana de assumir a responsabilidade pelas operações navais no Adriático permitiram que a Marinha Francesa se retirasse para Malta ou Bizerta, na Tunísia Francesa, para cobrir o Estreito de Otranto. Em algum momento do ano, os canhões de 47 milímetros do Jean Bart foram colocados em montagens de ângulo alto para permitir que fossem usados como canhões antiaéreos (AA). Mais tarde, eles foram complementados por um par de canhões de 75 milímetros Modèle 1891 G em suportes antiaéreos. Em 27 de abril de 1916, os franceses começaram a usar o porto de Argostoli, na ilha grega de Cefalônia, como base. Nessa época, muitos homens das tripulações dos couraçados foram transferidos para navios antissubmarinos. No início de 1917, os franceses começaram a usar também a ilha grega de Corfu, mas a crescente escassez de carvão limitou severamente a capacidade dos navios de irem para o mar. A situação era tão ruim que o vice-almirante Gabriel Darrieus escreveu em 1917: "As capacidades militares da Armée Navale, que já foi duramente afetada pela escassez de pessoal e pelas constantes mudanças no estado-maior, precisa ser mantida por exercícios frequentes e, embora de março a junho tenhamos conseguido seguir um padrão normal, a crise do carvão está atualmente impedindo qualquer manobra ou treinamento de artilharia, mesmo para os navios que retornam de reparos. Os grandes navios perderam 50 por cento da capacidade que tinham há alguns meses."
Em 1918, eles estavam quase imóveis, deixando Corfu apenas para manutenção e reparos. Em 1 de julho, o Exército Naval foi reorganizado com o Jean Bart, Paris e Courbet designados para a 2ª Divisão de Batalha do 1º Esquadrão de Batalha.

### Período entreguerras
Após a assinatura do Armistício de Mudros em 30 de outubro entre os Aliados e o Império Otomano, o navio participou da ocupação de Constantinopla. No início de 1919, o Jean Bart foi transferido para o Mar Negro para reforçar as forças francesas que se opunham aos bolcheviques. Poucos dias depois de bombardear as tropas bolcheviques que avançavam sobre Sebastopol em 16 de abril e forçá-las a recuar, sua tripulação cansada da guerra se amotinou brevemente em 19 de abril, inspirada por simpatizantes socialistas e revolucionários. O capitão do Jean Bart conseguiu restaurar a ordem a bordo de seu navio no dia seguinte e reuniu um grupo de desembarque para patrulhar a cidade. A tripulação do France ainda estava amotinada, então o vice-almirante Jean-Françoise-Charles Amet, comandante dos navios no Mar Negro, esperava reduzir as tensões atendendo às exigências de licença dos amotinados, permitindo que tripulantes com histórico de bom comportamento desembarcassem. Os marinheiros se misturaram a uma manifestação pró-bolchevique e o grupo misto foi desafiado por uma companhia de infantaria grega que abriu fogo. Os manifestantes fugiram e encontraram o grupo de desembarque do Jean Bart, que também atirou contra eles. Um total de cerca de 15 pessoas ficaram feridas, incluindo seis marinheiros, um dos quais morreu mais tarde devido aos ferimentos. Delegados das outras tripulações amotinadas não foram autorizados a embarcar e o motim fracassou quando Amet concordou em atender à principal exigência de levar os navios de volta para casa. Três tripulantes foram condenados a penas de prisão após seu retorno, embora as sentenças tenham sido comutadas em 1922 como parte de um acordo entre o primeiro-ministro Raymond Poincaré e os partidos de esquerda.
O navio retornou a Toulon em 1º de julho e foi colocado na reserva. Em 10 de fevereiro de 1920, o 1º Exército Naval foi dissolvido e substituído pelo Esquadrão do Mediterrâneo Oriental e sua contraparte ocidental; todos os Courbet foram designados para o 1º Esquadrão de Batalha desta última unidade, com o Courbet, Jean Bart e Paris na 1ª Divisão de Batalha e o France na 2ª Divisão de Batalha. O vice-almirante Charles Charlier comandou a 1ª Divisão e o Esquadrão do Mediterrâneo Ocidental naquela época. Os dois esquadrões foram combinados no Esquadrão Mediterrâneo em 20 de julho de 1921. Em junho de 1923, a 1ª Divisão de Batalha, incluindo o Jean Bart, estava navegando na costa do Norte da África quando o Courbet teve um incêndio na sala de caldeiras.
O Jean Bart recebeu a primeira de suas duas reformas entre 12 de outubro de 1923 e 29 de janeiro de 1925. Isso incluiu a substituição de um conjunto de quatro caldeiras por caldeiras du Temple alimentadas a óleo e a conexão de suas duas chaminés dianteiras. A elevação máxima do armamento principal foi aumentada de 12° para 23°, o que aumentou seu alcance máximo para 26 mil metros. Seus canhões AA existentes foram substituídos por quatro canhões 75 milímetros Modèle 1918 AA, além de telêmetros estereoscópicos de 1,5 e 1 metros foram instalados para os canhões AA. Um novo mastro de proa com tripé e uma posição de controle de tiro no topo foi instalado e sua blindagem de proa foi removida para torná-lo mais navegável. Os telêmetros de coincidência Barr & Stroud de 2 metros foram instalados para os canhões de 140 milímetros em outubro de 1925.
Em meados de 1925, o navio participou de manobras no Oceano Atlântico com o Courbet e o Paris e depois fez visitas aos portos de Saint-Malo, Cherbourg e vários portos ao longo da costa atlântica da França antes de retornar a Toulon em 12 de agosto. O Jean Bart foi brevemente reformado entre 12 de agosto e 1º de setembro de 1927 e foi então desativado em 15 de agosto de 1928 em preparação para sua ampla modernização que começou em 7 de agosto de 1929. Essa reforma foi muito mais extensa do que a anterior, pois todas as caldeiras foram substituídas ou revisadas e seis de suas caldeiras originais a carvão foram substituídas por caldeiras du Temple a óleo. Os sistemas de controle de tiro do Jean Bart foram amplamente atualizados com a instalação de um sistema Saint-Chamond-Granat em uma torre de controle de direção (DCT) no topo do mastro do tripé e todos os seus telêmetros originais foram substituídos, com exceção dos telêmetros Barr & Stroud FT nas torres de canhão principais. O canhão DCT foi equipado com um telêmetro Barr & Stroud de coincidência de 4,57 metros Modèle 1912, além de um telêmetro estereoscópico Zeiss de três metros que foi adicionado ao DCT para medir a distância entre o alvo e os respingos dos projéteis. Telêmetros Modèle 1912 adicionais de 4,57 metros foram adicionados em uma montagem duplex no topo da torre de comando e outra na base do mastro principal. Um telêmetro transversal Zeiss de 8,2 metros foi instalado no teto da torre de superdisparo dianteira no lugar do telêmetro modelo FT e os FTs foram instalados nos novos diretores de artilharia para o armamento secundário. Os canhões AA Mle 1918 do navio foram trocados por sete canhões Modèle 1922 de 75 milímetros e foram fornecidos com um par de telêmetros estereoscópicos OPL Modèle 1926, um no topo da unidade duplex no teto da torre de comando e um na superestrutura traseira.
A modernização foi concluída em 29 de setembro de 1931 e o Jean Bart foi recomissionado em 1º de outubro como o carro-chefe da 2ª Divisão de Batalha comandada pelo Contra-Almirante Hervé. Seus testes de maquinário duraram até 13 de fevereiro de 1932 e então ela fez visitas portuárias a Bizerta, Creta, Egito, Líbano Francês, Corfu e Grécia em abril e maio. O contra-almirante Jean-Pierre Esteva substituiu Hervé em 1º de agosto e o navio foi reformado de 10 de outubro a 24 de novembro em Toulon, após o que passou cinco dias em Ajaccio, Córsega. O Jean Bart se exercitou com o Esquadrão Mediterrâneo na primeira metade de 1933 e fez visitas a portos na África do Norte Francesa, Maiorca, Espanha e Casablanca, Marrocos Francês. Após uma colisão em 6 de agosto com o contratorpedeiro Le Fortuné no porto de Toulon que danificou a popa deste último, o encouraçado esteve em reparos de 8 a 15 de agosto. De 20 de abril a 29 de junho de 1934, o Esquadrão Mediterrâneo realizou suas manobras habituais e visitas a portos. A 2ª Divisão de Batalha foi dissolvida em 1º de agosto e o Jean Bart serviu brevemente como capitânia do esquadrão. O navio foi designado para a Divisão de Treinamento em 1º de novembro e serviu como escola para foguistas e sinaleiros. Ele fez sua última viagem marítima em 15 de junho de 1935.

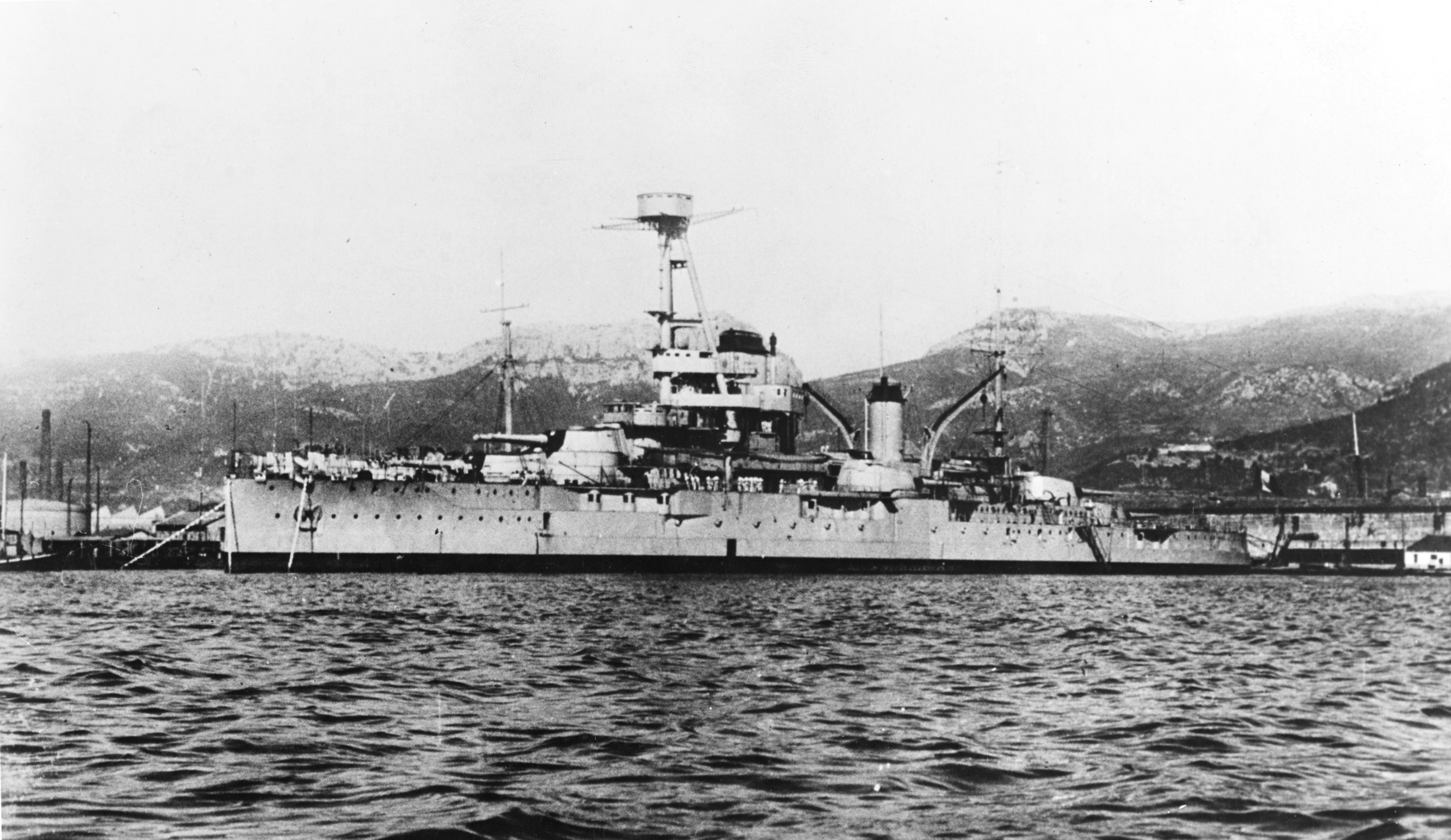
Océan em Toulon, por volta de 1939

O seu estado era tão precário naquela época que não se pensava que valesse a pena o gasto de uma terceira reforma semelhante à que as suas irmãs receberam. O Jean Bart foi desarmado em Toulon a partir de 15 de agosto para servir como navio de acomodação para as escolas navais em Toulon. Ele foi renomeado Océan em 1º de janeiro de 1937 para liberar seu nome para uso pelo novo couraçado da Classe Richelieu Jean Bart, então em construção. O navio foi capturado intacto pelos alemães em 27 Novembro de 1942, quando ocuparam a França de Vichy. Os alemães o usaram para experimentos no final de 1943 com ogivas de carga moldada destinadas a serem lançadas por aeronaves compostas Mistel. A ogiva de 3 600 quilogramas foi posicionada na frente das torres do canhão principal, a mais próxima das quais teve sua blindagem reforçada em mais uma placa de 100 milímetros. O jato de alta velocidade formado pela carga moldada penetrou na blindagem adicional, a de 300 milímetros, a blindagem traseira de 360 milímetros e a parte frontal e traseira da torre de fundo, e na superestrutura até uma profundidade total de 28 metros. Ele foi afundado por aeronaves aliadas em 1944 e posteriormente reerguido para desmantelamento, que começou em 14 de dezembro de 1945.